# 미드웨이 (1976년 영화)
《미드웨이》(Midway)는 미국에서 제작된 잭 스마이트 감독의 1976년 영화이다. 찰톤 헤스톤 등이 주연으로 출연하였고 월터 미리쉬 등이 제작에 참여하였다.

## 출연

### 주연
- 찰톤 헤스톤
- 헨리 폰다

### 조연
- 제임스 코번
- 글렌 포드
- 할 홀브룩
- 미후네 도시로
- 로버트 미첨
- 클리프 로버트슨
- 로버트 와그너

## 기타
- 미술: 월터 H. 타일러

## 같이 보기
- 미드웨이 (2019년 영화)